# Ratpenat frugívor de Mindoro
El ratpenat frugívor de Mindoro (Styloctenium mindorensis) és una espècie de ratpenat de la família dels pteropòdids. És endèmic de l'illa de Mindoro (Filipines). Els pocs espècimens que se n'han trobat foren recollits al límit d'un bosc i un camp obert, però no se sap fins a quin punt prefereix aquesta mena d'hàbitats. No es disposa de prou dades per determinar si es tracta d'una espècie en perill d'extinció.